# Purkin kuk
Purkin kuk je naziv za brdo i veliku ilirsku gradinu na otoku Hvaru.

## Smještaj
Nalazi se jugoistočno od Starog Grada, a zapadno iznad sela Dol, na nadmorskoj visini od 276 m. Od Starog Grada je udaljena samo 1 km zračne linije. S gradine se pruža pogled na cijelu okolicu. 

## Opis
Na gradini se nalazi najveći grobni humak (tumul, kamena gomila) na otoku. Na ovom lokalitetu je krajem 19. st. iskopavao Šime Ljubić, a 1978. i 1979. prof. Marin Zaninović (rođeni Hvaranin, iz Velog Grablja) s Odjela za arheologiju Filozofskog Fakultuta u Zagrebu. Na zapadu gradine se nalaze megalitske zidine čija funkcija nije utvrđena. Ove su zidine mlađe od kamenih gomila. Kamena gomila je možda imala nekakvo ritualno značenje za vrijeme Ilira. Možda su Grci kasnije sagradili manji hram na zapadnoj strani humka čije bi ostatke predstavljali zidovi građeni u tehnici suhozida (bez žbuke). Ustanovljeno je da ti zidovi tvore četverokutnu građevinu s ulazom na jugu.      
Istraživanja na ovoj gradini nisu nastavljena, pa njezina prava funkcija nije ustanovljena. Možda se radi o grčkoj utvrdi nastaloj na temeljima starije ilirske.

## Zanimljivosti
Na sjevernim padinama Purkina kuka nalazi se povijesna znamenitost Likorova kuća. Purkin kuk i Likorova kuća danas su omiljeni među turistima kao vidikovac, te je Turistička zajednica Staroga Grada osmislila i uredila putokaze do njih.